# Fredrik Ludvigsson
Fredrik Ludvigsson, född 19 april 1994, är en svensk landsvägscyklist, som tävlar för UCI World Tour-laget Team Giant-Alpecin.
Fredriks äldre bror, Tobias Ludvigsson, är också proffs i samma lag.

## Resultat - Landsväg

### 2011
2:a, Svenska mästerskapen (Juniorer)
3:a, Svenska tempomästerskapen (Juniorer)

### 2012
2:a Totalt, Trofeo Karlsberg
3:a, Svenska tempomästerskapen (Juniorer)

### 2013
1:a Totalt, Boucle de l'Artois
1:a, Etapp 2
2:a, Totalt Tour of Estonia